# جيروم بينو
جيروم بينو (بالفرنسية: Jérôme Pineau)‏ مواليد 2 يناير 1980 في فرنسا، هو دراج فرنسي في صنف سباق الدراجات على الطريق. شارك في دورة الألعاب الأولمبية الصيفية.

## سجل النتائج

### سباقات أو مراحل فاز بها
- طواف إيطاليا

## روابط خارجية
- جيروم بينو على موقع الاتحاد الدولي للدراجات (الإنجليزية)
- جيروم بينو على موقع أرشيف الدراجات (الإنجليزية)
- جيروم بينو على موقع إحصائيات الدراجات الإحترافية (الإنجليزية)
- جيروم بينو على موقع نسبة الدراجات (الإنجليزية)
- جيروم بينو على موقع CycleBase (الإنجليزية)
- جيروم بينو على موقع أوليمبيديا (الإنجليزية)
- جيروم بينو على موقع اللجنة الأولمبية الفرنسية (مؤرشف) (الفرنسية)